# Théodora de Saxe-Meiningen (1879-1945)
La princesse Théodora-Victoria-Auguste-Marie-Marianne de Saxe-Meiningen, née le 19 mai 1879 à Potsdam et morte le 26 août 1945 à Schmiedeberg (province de Basse-Silésie), est la fille du duc Bernard III de Saxe-Meiningen-Hildburghausen et de la princesse Charlotte de Prusse. Elle est la première arrière-petite-fille de la reine Victoria.

## Biographie

### Enfance

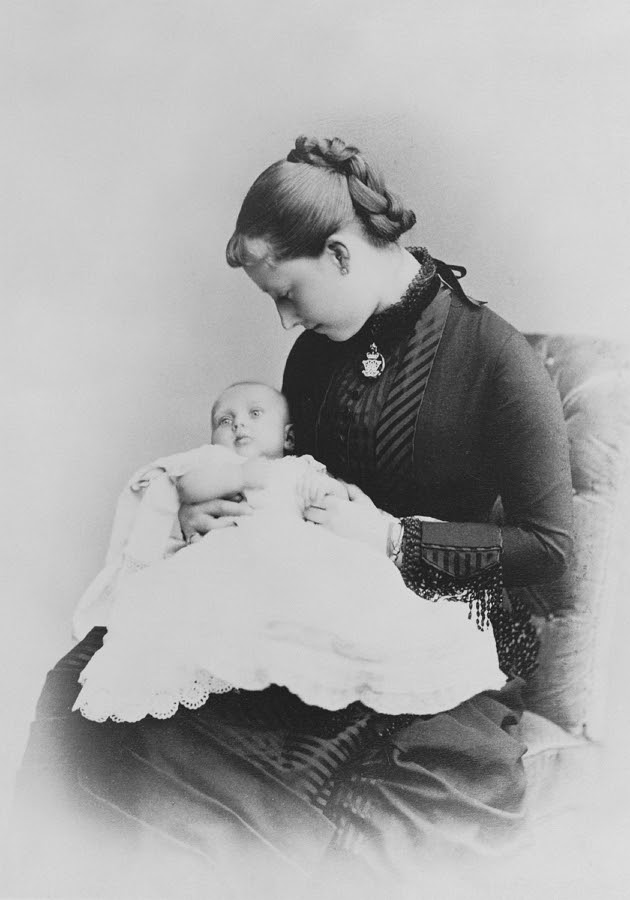
Théodora avec sa mère peu après sa naissance.

La princesse Théodora est née le 12 mai 1879 à Potsdam. Elle est la fille unique du prince héréditaire Bernard de Saxe-Meiningen-Hildburghausen et de Charlotte de Prusse, elle-même fille aînée du prince héritier allemand Frédéric et de Victoria du Royaume-Uni. Elle est la première petite-fille du prince et de la princesse héritiers, ainsi que la première arrière-petite-fille de la reine Victoria.
Charlotte, qui aime la vie mondaine, a détesté être enceinte, estimant que cela limitait ses activités. Préférant retourner profiter de la vie sociale à Berlin, elle déclare après la naissance de Théodora qu'elle n'aurait plus d'enfants, consternant sa mère, la princesse héritière Victoria. Il est inhabituel d'être enfant unique dans les familles royales européennes, et l'enfance de Théodora est probablement assez solitaire. Charlotte aime voyager et laisse souvent sa fille chez sa grand-mère à Friedrichshof, qu'elle considère comme une garderie pratique,. La princesse héritière, pour sa part, adore avoir la chance de passer du temps avec sa petite-fille aînée . Décrivant Théodora lors d'une visite, elle écrit que "c'est vraiment une bonne petite fille, beaucoup plus facile à gérer que sa mère" .

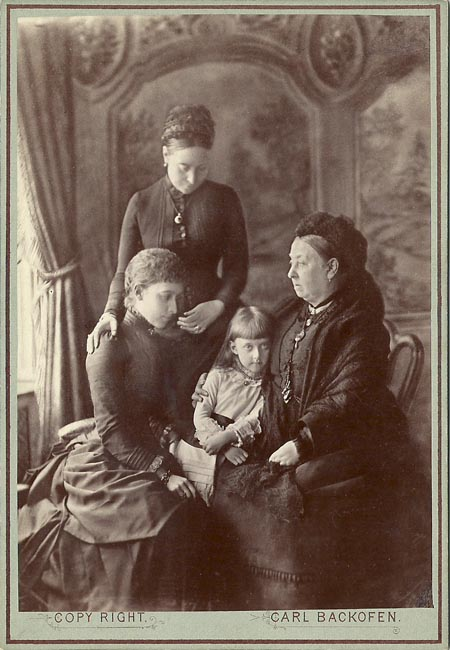
Théodora avec sa mère, la princesse Charlotte, sa grand-mère la princesse héritière Victoria et son arrière-grand-mère la reine Victoria en avril 1884.

Toutefois, Victoria perçoit un déficit dans l'éducation de Théodora et s'inquiète de l'apparence physique et du développement mental de la princesse, décrivant la jeune fille de treize ans comme possédant des "traits pincés et acérés" et comme étant d'une taille inhabituellement petite. Théodora se soucie également peu de ses études, préférant plutôt discuter de mode,. Sa grand-mère, qui accorde une grande importance à l'éducation, attribue le manque d'assiduité de la jeune fille à l'insuffisance de conseils parentaux, commentant que « l'atmosphère de sa maison n'est pas la meilleure pour un enfant de son âge. Avec Charlotte pour exemple, à quoi peut-on s'attendre. Ses parents sont rarement à la maison ou ensemble... Elle sait à peine ce qu'est la vie de famille ! ».
La reine Victoria apprécie beaucoup son arrière-petite-fille aînée. En juin 1887, la jeune Théodora et ses parents assistent au Jubilé d'or de la reine à Londres. Tandis que ses parents séjournent à Buckingham Palace, Théodora reste avec sa jeune cousine Alice de Battenberg au domicile de la duchesse douairière de Buccleuch à Whitehall, permettant aux filles de regarder le cortège royal alors qui se dirige vers Westminster Abbey. La reine Victoria la décrit comme « la douce petite Feo, qui est si bonne et qui, je pense, est devenue assez jolie. Nous étions ravis de la voir et je pense que la chère enfant s'est bien amusée. »

### Mariage

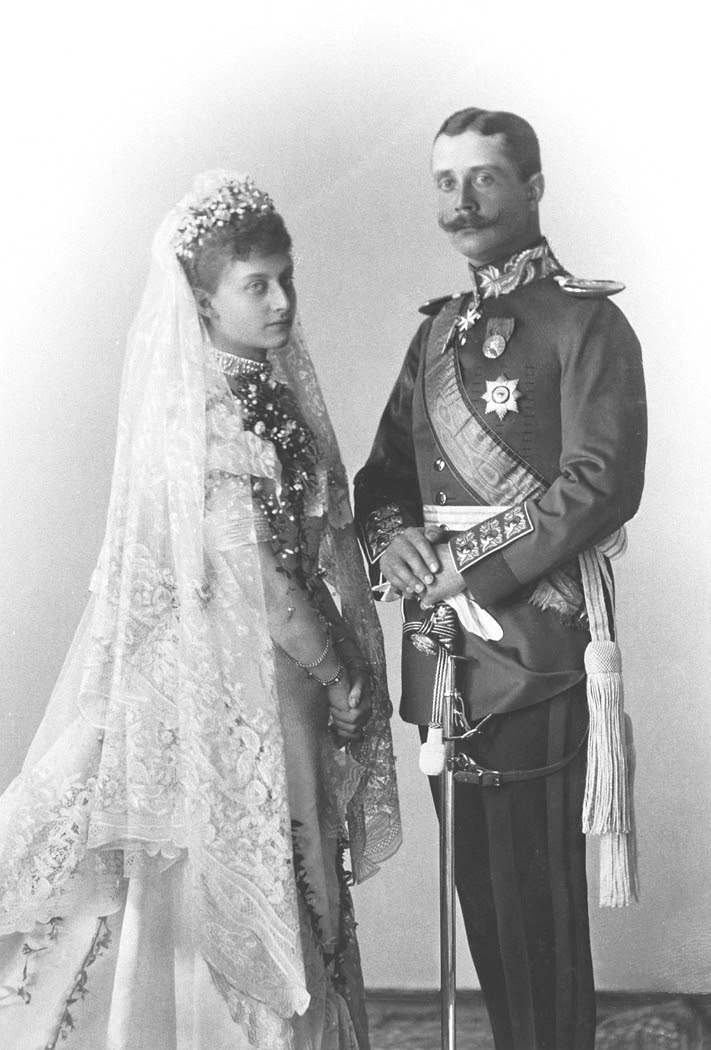
Théodora et son époux le jour de leur mariage.

Au fur et à mesure que Théodora grandit, son mariage commence à être envisagé. Le prince exilé Pierre Karađorđević, de trente-six ans plus âgé, se propose comme prétendant, bien que ce soit probablement une tentative d'obtenir le soutien allemand pour monter sur le trône serbe. Charlotte déclare alors que "Théodora est trop bien pour un tel trône". Le cousin maternel de sa mère, le prince héréditaire Alfred de Saxe-Cobourg-Gotha est également considéré.
Plusieurs mois après son retour des célébrations du jubilé de diamant de la reine Victoria en juin 1897, Théodora se fiance au prince Henri XXX Reuss de Köstritz (1864-1939), les fiançailles étant annoncées début octobre. Né au château de Neuhoff, il est le fils cadet du prince Henri IX Reuss de Köstritz (1827-1898) et de la baronne Anne Marie Wilhelmine Helene de Zedlitz und Leipe (1829-1907). Le prince Henri est capitaine dans la 20e division d'infanterie, mais il n'est pas particulièrement riche ou de haut rang. Sa grand-mère, l'impératrice Victoria, est surprise du choix du marié, en particulier de son manque de position, mais observe que la mariée semble heureuse. À propos de l'écart d'âge de quinze ans, Victoria commente : « Je suis très heureuse qu'il soit plus âgé qu'elle, et s'il est sage, stable et ferme, il peut lui faire beaucoup de bien, et cela peut très bien se passer, mais elle a eu un étrange exemple avec sa mère, et c'est une étrange petite créature. » L'historien John Van der Kiste écrit que Théodora est "évidemment amoureuse" de son futur mari, et qu'elle a probablement aussi cherché le mariage pour échapper à sa "vie familiale ennuyeuse".
Le père d'Henri meurt début de 1898, forçant un report temporaire du mariage. Les rumeurs selon lesquelles le mariage est définitivement annulé se révèlent fausses, et ils se marient à Breslau le 24 septembre 1898 lors d'une cérémonie luthérienne . La princesse est la seule arrière-petite-fille de la reine Victoria et la seule petite-fille de l'impératrice Victoria à s'être mariée de leur vivant, les deux mourant en 1901.
Une fois revenus de leur lune de miel, Henri passe une grande partie de son temps de service avec son régiment, tandis que Théodora rejoint un groupe de lecture et fréquente l'opéra et le théâtre de Berlin. Elle accompagne également souvent son mari lors de ses affectations militaires, voyageant dans toute l'Allemagne,.
Théodora souffre durant la majeure partie de sa vie d'adulte d'une mauvaise santé, la décrivant comme "la vieille histoire" de sa vie. Comme sa mère, sa grand-mère maternelle et son arrière-grand-mère maternelle, ses maladies comprennent des étourdissements, des insomnies, des nausées, des douleurs diverses, des paralysies, de la constipation et de la diarrhée,. Elle subit plusieurs opérations pour les traiter et soulager son infertilité, sans succès,.
Théodora rend pour la dernière fois visite à sa grand-mère au château de Windsor en 1900, un an avant sa mort. Henri assisté aux funérailles de la souveraine, mais sa mauvaise santé empêche la jeune femme d'y assister. Théodora blâme la malaria pour son état, bien que Charlotte affirme aux membres de leur famille qu'Henri a transmis à sa femme une maladie vénérienne, une allégation que Théodora nie furieusement. Charlotte demande à sa fille de se faire tester par son médecin personnel ; quand elle refuse, Charlotte interprète cela comme une confirmation de ses allégations. En réaction, Théodora refuse de rendre visite à sa mère et se plaint auprès de sa famille des agissements "incroyables" de Charlotte.
En 1903, le couple déménage à Flensburg après le transfert d'Henri, où ils s'installent dans une petite maison. Théodora constate que la douceur du climat de la région a un impact positif sur sa santé. Pour l'améliorer encore et augmenter sa probabilité de tomber enceinte, elle prend des pilules d'arsenic et de thorium. Cependant, sa mauvaise santé persiste et elle recommence à souffrir de maux de dents et de migraines. En octobre 1904, une maladie grave est imputée à la grippe. Ses efforts supplémentaires pour concevoir comprennent de nombreuses visites dans des cliniques privées au fil des ans, ce qui conduit souvent à des chirurgies douloureuses.
Avec le déclenchement de la Première Guerre mondiale, Henri est envoyé sur le front occidental, tandis que Théodora ouvre un petit hôpital pour soigner les soldats blessés. À ce stade, les relations du couple se sont détériorées; Henri pense que Théodora aime se plaindre d'être malade et de voir des médecins. Il écrit que sa maladie "consiste principalement en un manque total d'énergie et de l'apathie", et se plaint qu'"elle exagère grossièrement ses maladies et me cause, à moi et à d'autres, une anxiété tout à fait inutile". Henri meurt en 1939.
Après la fin de la guerre et la défaite de l'Allemagne, le règne de son père sur le duché de Saxe-Meiningen prend fin. Sa vie d'après-guerre est en grande partie inconnue et les dossiers de ses antécédents médicaux ont été perdus,. Elle passe ses dernières années au Sanatorium Buchwald-Hohenwiese, près de Hirschberg, en Silésie. Elle se suicide le 26 août 1945,.
En décrivant la vie de Théodora, l'historien John Van der Kiste écrit que « la princesse qui a si désespérément voulu des enfants à elle a plutôt continué de se battre contre des maux physiques constants, l'insomnie et une dépression sévère, et a enduré de nombreuses années de mauvaise santé similaire à celle de sa mère. »
Dans les années 1990, l'historien John Röhl et ses collègues Martin Warren et David Hunt trouvent la tombe de Théodora en Pologne, et exhument son corps pour analyse ADN, pensant qu'il révélerait des signes de porphyrie. Cependant, les analyses s'avèrent peu concluantes,.